# Sava Kovačević
Sava Kovačević, črnogorski politični delavec in partizan, * 25. januar 1905, Nudo, Nikšić, Črna gora, † 13. junij 1943, blizu Sutjeske.
Bil je član KPJ in Narodni heroj Jugoslavije. Padel je kot poveljnik tretje divizije NOVJ v bitki na Sutjeski.

## Biografija
Rodil se je 25. januarja 1905 v vasi Nudo blizu Grahova pri Nikšiću. Osnovno šolo je končal v sosednji vasi Zaslap. Zaposlil se je v gozdarskemu podjetu "Ombli" v Bijeli Gori. Kasneje je delal v rudniku rudniku Trepča, nato pa se je v Beogradu zaposlil v tiskarni časopisa Vreme in sodeloval pri gradnji novega savskega mostu. Iz Beograda so ga izgnali, zato se je vrnil v domači kraj in se spet zaposlil kot gozdarski delavec. 
Leta 1925 je postal član Komunistične partije Jugoslavije. Do izbruha druge svetovne vojne je bil član (1928) in sekretar (1934) krajevnega komiteja KPJ za Grahovo, član Okrajnega komiteja KPJ za Nikšić (1934) in član Pokrajinskega komiteja KPJ za Črno goro (izvoljen 1937 na 6. pokrajinski konferenci).
Zaradi svojega komunističnega delovanja je bil večkrat aretiran (v Grahovu, Nikšiću, Cetinju, Kosovski Mitrovici in Beogradu) in postavljen pred sodišče za zaščito države.

### Druga svetovna vojna
Po okupaciji Kraljevine Jugoslavije 1941 je Sava kot član okrožnega komiteja KPJ za Nikšić sodeloval pri pripravi trinajstooktobrske vstaje. Prvo večjo akcijo proti italijanskemu okupatorju so pod njegovim vodstvom izvedli 25. julija, ko so premagali italijansko posadko in osvobodili Grahovo.
Jeseni 1941 ga je Glavni štab odreda za Črno goro in Boko NOV imenoval za komandanta Nikšićkega partizanskega odreda, ki je kmalu narasel na deset bataljonov. Poleg razvoja upora v Črni gori, je Sava hkrati usmerjal tudi vojaško-politično delo svojih čet v vzhodni Hercegovini in proti Dubrovniku. Januarja 1942 je bil ustanovljen Operativni štab za Hercegovino, ki ga je vodil Kovačević in ki je imel nalogo usklajevanja bojev črnogorskih in hercegovskih enot. Aprila je bil imenovan za člana Glavnega štaba odreda NOV za Črno goro in Boko, maja istega leta pa je bil izvoljen za člana Vrhovnega štaba NOV.
Ko je bila 12. junija 1942 ustanovljena Peta proletarska črnogorska udarna brigada, je Sava postal njen prvi poveljnik. V bitki na Neretvi je brigada sodelovala v bitki za Prozor, bitki pri Ostrošcu, napadu na Konjic in pri obrambi v dolini Neretve, ki je bila velikega pomena za reševanje ranjencev in splošni uspeh partizanov v bitki na Neretvi. Po prečkanju Neretve je brigada bila hude boje na levem bregu Neretve, za zavzetje in obrambo Nevesinja. Sava je poveljeval brigadi v bojih na relaciji Nikšić–Šavnik, na Komarnici in na Durmitorju, kar je upočasnilo napredovanje večkrat močnejših nemško-italijanskih sil.

#### Bitka na Sutjeski
V najtežjem obdobju bitke na Sutjeski, junija 1943, je bil Sava imenovan za poveljnika tretje udarne divizije. Diviziji je bila takrat dodeljena naloga, da služi kot zaščita Glavne operativne skupine, nato pa da varuje centralno bolnico in naredi preboj iz obkoljenega položaja. Divizija se je pod Savinim poveljstvom deset dni borila z dvajsetkrat večjim sovražnikom in iskala priložnost za preboj. V težkih bojih 11 . in 12. junija pri Vučevu, pod Maglićem in pri Borovni, na desnem bregu reke Sutjeske, so odbili močne sovražnikove napade, rešili centralno bolnico in na levem bregu Sutjeska poskušali formirati mostobran. 13. junija so glavne sile divizije začele napad na levi breg Sutjeske. Diviziji je uspelo premagati sovražnika, ni pa ji uspelo zlomiti odpora na Košuri, pobočju Ozrena, Lastve in Kazana. V najbolj kritičnem trenutku se je Sava odločila za preboj z novim jurišem. S spremljevalno četo in skupino kurirjev je vdrl v prvi mitraljez in ukazal napad. Padel je pod sovražnikovimi streli v jurišu, ki ga je vodil sam.

## Razglasitev za narodnega heroja
S sklepom Vrhovnega štaba NOV in POJ je bil 6. julija 1943 razglašen za narodnega heroja, med prvimi borci NOV in POJ . S sklepom predsedstva Vrhovnega sovjeta ZSSR je bil odlikovan z redom Kutuzova. 